# Francisco Baena
Francisco Baena Jiménez (Cádiz, Andalucía, España 24 de septiembre de 1949) es un exfutbolista español que se desempeñaba como delantero.

## Clubes
| Club                    | País   | Año       |
| ----------------------- | ------ | --------- |
| Cádiz C. F.             | España | 1970-1975 |
| Club Atlético de Madrid | España | 1974-1976 |
| Deportivo Alavés        | España | 1976-1977 |
| Cádiz C. F.             | España | 1977-1980 |